# Macrobrachium sankolli
Macrobrachium sankolli is een garnalensoort uit de familie van de Palaemonidae. De wetenschappelijke naam van de soort is voor het eerst geldig gepubliceerd in 1988 door Jalihal & Shenoy in Jalihal, Shenoy & Sankolli.